# 朱斯蒂尼安·德克拉里
朱斯蒂尼安·德克拉里（法語：Justinien de Clary，1860年4月20日—1933年6月14日），法国男子射击运动员。他曾代表法国参加1900年夏季奥林匹克运动会射击比赛，获得不定向飞靶铜牌。